# Всемирная организация гастроэнтерологов

Эмблема Всемирной организации гастроэнтерологов

Всеми́рная организа́ция гастроэнтеро́логов (синоним: Всеми́рная гастроэнтерологи́ческая организа́ция; англ. World Gastroenterology Organisation; WGO) — международная профессиональная медицинская федерация, объединяющая более 100 национальных гастроэнтерологических обществ и 4 региональные ассоциации гастроэнтерологов, представляющих, в общей сложности, более 50 000 индивидуальных членов.

## Из истории
Важнейший вклад в создание WGO внёс Georges Brohée (1887—1957), бельгийский хирург. Он, в частности, основал в 1928 году бельгийское Общество гастроэнтерологии, организовал первый Международный конгресс по гастроэнтерологии в Брюсселе в 1935 году, подготовил первый Всемирный гастроэнтерологический конгресс, который прошёл в Вашингтоне, округ Колумбия, в мае 1958 года, уже после его смерти. Высшей точкой его деятельности стало принятие 29 мая 1958 года Устава Всемирной гастроэнтерологической организации (фр. Organisation Mondiale de Gastroenterologie (OMGE)).
Первым президентом Всемирной гастроэнтерологической организации был избран доктор H.L. Bockus.

## О Всемирной организации гастроэнтерологов
Всемирная организация гастроэнтерологов была создана в виде ассоциации в 1935 году и в 1958 году зарегистрирована. Первоначальным названием WGO было Всемирная гастроэнтерологическая организация (фр. Organisation Mondiale de Gastroenterologie (OMGE)). В мае 2007 году WGO получила современное название.
Своей целью WGO декларирует: усовершенствование стандартов в обучении гастроэнтерологии и образовании в глобальном масштабе.
Президентом WGO на период с 2009 по 2013 год избран профессор из США Ричард Козарек (англ. Richard Kozarek).

## 29 мая — Всемирный день здорового пищеварения
29 мая Всемирной организацией гастроэнтерологов объявлен Всемирным днём здорового пищеварения (англ. World Digestive Health Day). Каждый год Всемирный день здорового пищеварения посвящается какой-нибудь одной серьёзной гастроэнтерологической проблеме. В 2009 году — синдрому раздражённого кишечника, в 2010 — воспалительным болезням кишечника (болезни Крона и язвенному колиту), 2011 — кишечным инфекциям, 2012 — общим гастроинтенсинальным симптомам («от изжоги до запора»), 2013 — раку печени, 2014 — кишечной микробиоте.
Дата 29 мая выбрана потому, что в этот день, в 1958 году, был принят Устав Всемирной организации гастроэнтерологов.

## Российские члены WGO
Коллективными членами Всемирной организации гастроэнтерологов являются два российских объединения гастроэнтерологов: Российская гастроэнтерологическая ассоциация (РГА) и Научное общество гастроэнтерологов России (НОГР).

## Члены WGO из других стран
Ниже перечислены некоторые из гастроэнтерологических организаций — членов Всемирной организации гастроэнтерологов:
- Американская гастроэнтерологическая ассоциация (англ. The American Gastroenterological Association; AGA).
- Американская коллегия гастроэнтерологов (англ. The American College of Gastroenterology; ACG).
- Британское общество гастроэнтерологов (англ. The British Society of Gastroenterology; BSG).

## Источник
- Официальный сайт Всемирной организации гастроэнтерологов.  (англ.)